# Saltos ornamentais nos Jogos Olímpicos de Verão de 1948
Os saltos ornamentais nos Jogos Olímpicos de Verão de 1948 foi realizado em Londres, no Reino Unido, com quatro eventos disputados.

## Eventos dos saltos ornamentais
Masculino: Trampolim de 3 metros | Plataforma de 10 metros

Feminino: Trampolim de 3 metros | Plataforma de 10 metros

## Masculino

### Trampolim de 3 metros masculino
| Pos. | País                 | Atletas         |
| ---- | -------------------- | --------------- |
|      | Estados Unidos (USA) | Bruce Harlan    |
|      | Estados Unidos (USA) | Miller Anderson |
|      | Estados Unidos (USA) | Samuel Lee      |

Resultado final:
| Pos. | Saltador                 | Pontos |
| ---- | ------------------------ | ------ |
| 1    | USA Bruce Harlan         | 163.64 |
| 2    | USA Miller Anderson      | 157.29 |
| 3    | USA Samuel Lee           | 145.52 |
| 4    | MEX Joaquín Capilla      | 141.79 |
| 5    | FRA Raymond Mulinghausen | 126.55 |
| 6    | SWE Svante Johansson     | 120.20 |
| 7    | EGY Kamal Ali Hassan     | 119.90 |
| 8    | DEN Thomas Christiansen  | 114.59 |
| 9    | CAN George Athans        | 114.13 |
| 10   | BER Francis Gosling      | 113.98 |
| 11   | BRA Milton Busin         | 113.86 |
| 12   | AUT Franz Worisch        | 112.15 |
| 13   | GBR Peter Heatly         | 111.73 |
| 14   | FRA Roger Heinkelé       | 110.78 |
| 15   | EGY Ismail Ahmed Ramzi   | 110.18 |
| 16   | AUS David Norris         | 109.67 |
| 17   | MEX Diego Mariscal       | 107.78 |
| 18   | GBR Charles Johnson      | 105.32 |
| 19   | AUT Wilhelm Lippa        | 103.18 |
| 20   | FRA Guy Hernandez        | 102.89 |
| 21   | BRA Gunnar Kemnits       | 102.22 |
| 22   | EGY Mohamed Ibrahim      | 97.52  |
| 23   | GBR Peter Elliott        | 91.23  |
| 24   | CUB José Castillo        | 84.81  |
| 25   | SUI Ernst Strupler       | 80.09  |
| 26   | CHI Günther Mund Borgs   | 68.08  |

### Plataforma de 10 metros masculino
| Pos. | País                 | Atletas         |
| ---- | -------------------- | --------------- |
|      | Estados Unidos (USA) | Samuel Lee      |
|      | Estados Unidos (USA) | Bruce Harlan    |
|      | México (MEX)         | Joaquín Capilla |

Resultado final:
| Pos. | Saltador                 | Pontos |
| ---- | ------------------------ | ------ |
| 1    | USA Samuel Lee           | 130.05 |
| 2    | USA Bruce Harlan         | 122.30 |
| 3    | MEX Joaquín Capilla      | 113.52 |
| 4    | SWE Lennart Brunnhage    | 108.62 |
| 5    | GBR Peter Heatly         | 105.29 |
| 6    | DEN Thomas Christiansen  | 105.22 |
| 7    | FRA Raymond Mulinghausen | 103.01 |
| 8    | CAN George Athans        | 100.91 |
| 9    | NOR Rolf Stigersand      | 97.93  |
| 10   | SYR Zouheir Shourbagi    | 97.81  |
| 11   | GBR Louis Marchant       | 96.11  |
| 12   | EGY Kamal Ali Hassan     | 95.33  |
| 13   | MEX Diego Mariscal       | 95.14  |
| 14   | MEX Gustavo Somohano     | 91.98  |
| 15   | AUT Franz Worisch        | 90.05  |
| 16   | BRA Haroldo Mariano      | 90.00  |
| 17   | AUT Wilhelm Lippa        | 89.04  |
| 18   | GBR Gordon Ward          | 88.96  |
| 19   | FIN Ilmari Niemeläinen   | 87.82  |
| 20   | FRA Guy Hernandez        | 87.46  |
| 21   | RSA George Mandy         | 86.00  |
| 22   | EGY Rauf Abdul Seoud     | 85.85  |
| 23   | SUI Willy Rist           | 81.78  |
| 24   | EGY Mohamed Allam        | 77.92  |
| 25   | SUI Ernst Strupler       | 77.67  |

## Feminino

### Trampolim de 3 metros feminino
| Pos. | País                 | Atletas                |
| ---- | -------------------- | ---------------------- |
|      | Estados Unidos (USA) | Victoria Manalo Draves |
|      | Estados Unidos (USA) | Zoe-Ann Olsen-Jensen   |
|      | Estados Unidos (USA) | Patricia Elsener       |

Resultado final:
| Pos. | Saltadora                       | Pontos |
| ---- | ------------------------------- | ------ |
| 1    | USA Victoria Manalo Draves      | 108.74 |
| 2    | USA Zoe-Ann Olsen-Jensen        | 108.23 |
| 3    | USA Patricia Elsener            | 101.30 |
| 4    | FRA Nicolle Pellissard          | 100.38 |
| 5    | AUT Gudrun Grömer               | 93.30  |
| 6    | GBR Edna Child                  | 91.63  |
| 7    | FRA Madeleine Moreau            | 89.43  |
| 8    | NED Jacoba Heck                 | 87.61  |
| 9    | DEN Birte Christoffersen        | 87.12  |
| 10   | FRA Jeannette Aubert            | 86.96  |
| 11   | AUT Alma Staudinger             | 86.93  |
| 12   | NED Jacoba Floor                | 83.14  |
| 13   | GBR Esme Harris                 | 74.10  |
| 14   | GBR Kay Cuthbert                | 72.40  |
| 15   | NOR Inger Nordbø                | 70.86  |
| 16   | MEX Aroswna de Belaustegigoitia | 58.18  |

### Plataforma de 10 metros feminino
| Pos. | País                 | Atletas                |
| ---- | -------------------- | ---------------------- |
|      | Estados Unidos (USA) | Victoria Manalo Draves |
|      | Estados Unidos (USA) | Patricia Elsener       |
|      | Dinamarca (DEN)      | Birte Christoffersen   |

Resultado final:
| Pos. | Saltadora                  | Pontos |
| ---- | -------------------------- | ------ |
| 1    | USA Victoria Manalo Draves | 68.87  |
| 2    | USA Patricia Elsener       | 66.28  |
| 3    | DEN Birte Christoffersen   | 66.04  |
| 4    | AUT Alma Staudinger        | 64.59  |
| 5    | USA Juno Stover            | 62.63  |
| 6    | FRA Nicolle Pellissard     | 61.07  |
| 7    | SWE Eva Petersén           | 59.86  |
| 8    | DEN Inge Beeken            | 59.54  |
| 9    | HUN Zságot Irén            | 56.62  |
| 10   | GBR Lettice Bisbrown       | 53.95  |
| 11   | GBR Denise Newman          | 53.50  |
| 12   | GBR Maire Hider            | 52.31  |
| 13   | NOR Inger Nordbø           | 51.55  |
| 14   | MEX Rosa Gutiérrez         | 41.88  |
| 15   | AUT Gudrun Grömer          | 39.65  |

## Quadro de medalhas dos saltos ornamentais
| Ordem | País               | Medalha de ouro | Medalha de prata | Medalha de bronze | Total |
| ----- | ------------------ | --------------- | ---------------- | ----------------- | ----- |
| 1     | USA Estados Unidos | 4               | 4                | 2                 | 10    |
| 2     | DEN Dinamarca      | 0               | 0                | 1                 | 1     |
| 2     | MEX México         | 0               | 0                | 1                 | 1     |